# Leioproctus leaena
Leioproctus leaena är en biart som först beskrevs av Joseph Vachal 1909.  Leioproctus leaena ingår i släktet Leioproctus och familjen korttungebin. Inga underarter finns listade i Catalogue of Life.